# Chris Hill
Chris Hill (Brisbane, 24 september 1975), bijgenaamd Professor, Hilly, Chill, is een Australische triatleet. Hij werd wereldjeugdkampioen en won meerdere ITU wereldbekerwedstrijden.
Zijn eerste succes boekte hij in 1995 bij de wereldkampioenschappen triatlon voor de junioren. Met een tijd van 1:56.17 versloeg hij zijn landgenoot Craig Walton (zilver; 1:57.10) en de Nederlander Ralph Zeetsen (brons; 1:58.12). In 2001 won hij de ITU wereldbeker op de triatlon. In datzelfde jaar behaalde hij ook zijn beste klassering op de wereldkampioenschappen olympische afstand. Met een tijd van 1:48.12 eindigde hij op een tweede plaats achter zijn landgenoot Peter Robertson.

## Titels
- Wereldjeugdkampioen triatlon - 1995

## Prijzen
- ITU wereldbeker triatlon - 2001

## Belangrijke prestaties

### triatlon
- 1994: 8e WK junioren in Wellington
- 1995:  WK junioren in Cancún - 1:56.17
- 1997: 12e ITU wereldbekerwedstrijd in Sydney
- 1997: 5e ITU wereldbekerwedstrijd in Gamagori
- 1997: 7e ITU wereldbekerwedstrijd in Auckland
- 1997: 20e WK olympische afstand in Perth - 1:51.47
- 1998:  ITU wereldbekerwedstrijd in Auckland
- 1998:  ITU wereldbekerwedstrijd in Ishigaki
- 1998: 14e ITU wereldbekerwedstrijd in Sydney
- 1998: 4e ITU wereldbekerwedstrijd in Gamagori
- 1998: 13e ITU wereldbekerwedstrijd in Tiszaujvaros
- 1998: 16e ITU wereldbekerwedstrijd in Corner Brook
- 1998:  ITU wereldbekerwedstrijd in Noosa
- 1998: 11e WK olympische afstand in Lausanne - 1:56.53
- 1999: 5e ITU wereldbekerwedstrijd in Ishigaki
- 1999: 5e ITU wereldbekerwedstrijd in Sydney
- 1999:  ITU wereldbekerwedstrijd in Kona
- 1999: 8e ITU wereldbekerwedstrijd in Corney Brook
- 1999: DNF WK olympische afstand in Montreal
- 2000:  ITU wereldbekerwedstrijd in Tokio
- 2000: 5e ITU wereldbekerwedstrijd in Lausanne
- 2001: 5e ITU wereldbekerwedstrijd in Gamagori
- 2001: 10e ITU wereldbekerwedstrijd in Toronto
- 2001:  ITU wereldbekerwedstrijd in Corner brook
- 2001:  ITU wereldbekerwedstrijd in Yamaguchi
- 2001: 10e ITU wereldbekerwedstrijd in Cancún
- 2001:  WK olympische afstand in Edmonton - 1:48.12
- 2002: 10e ITU wereldbekerwedstrijd in Ishigaki
- 2002:  ITU wereldbekerwedstrijd in Gamagori
- 2002: 11e ITU wereldbekerwedstrijd in Corner Brook
- 2002: DNF ITU wereldbekerwedstrijd in Tiszaujvaros
- 2002: 6e ITU wereldbekerwedstrijd in Murakami
- 2002: 7e WK olympische afstand in Cancún - 1:52.03
- 2003: 6e ITU wereldbekerwedstrijd in Geelong
- 2003: 8e ITU wereldbekerwedstrijd in Makuhari
- 2003:  ITU wereldbekerwedstrijd in Tongyeong
- 2003: 11e ITU wereldbekerwedstrijd in St. Anthony's
- 2003:  ITU wereldbekerwedstrijd in Ishigaki
- 2003: 4e ITU wereldbekerwedstrijd in New York
- 2003: 33e WK olympische afstand in Queenstown - 1:58.35
- 2004: 17e ITU wereldbekerwedstrijd in Gamagori
- 2004: 15e ITU wereldbekerwedstrijd in Hamburg
- 2004: 19e ITU wereldbekerwedstrijd in Tiszaujvaros
- 2004: 33e ITU wereldbekerwedstrijd in Salford
- 2004: 7e ITU wereldbekerwedstrijd in Tongyeong